# Eichenfarn
Der Eichenfarn (Gymnocarpium dryopteris) ist ein in Mitteleuropa heimischer Farn aus der Gattung Eichenfarne (Gymnocarpium) innerhalb der Familie der Wimperfarngewächse (Woodsiaceae). In vielen Werken wird er noch in der Familie der Wurmfarngewächse (Dryopteridaceae) geführt.

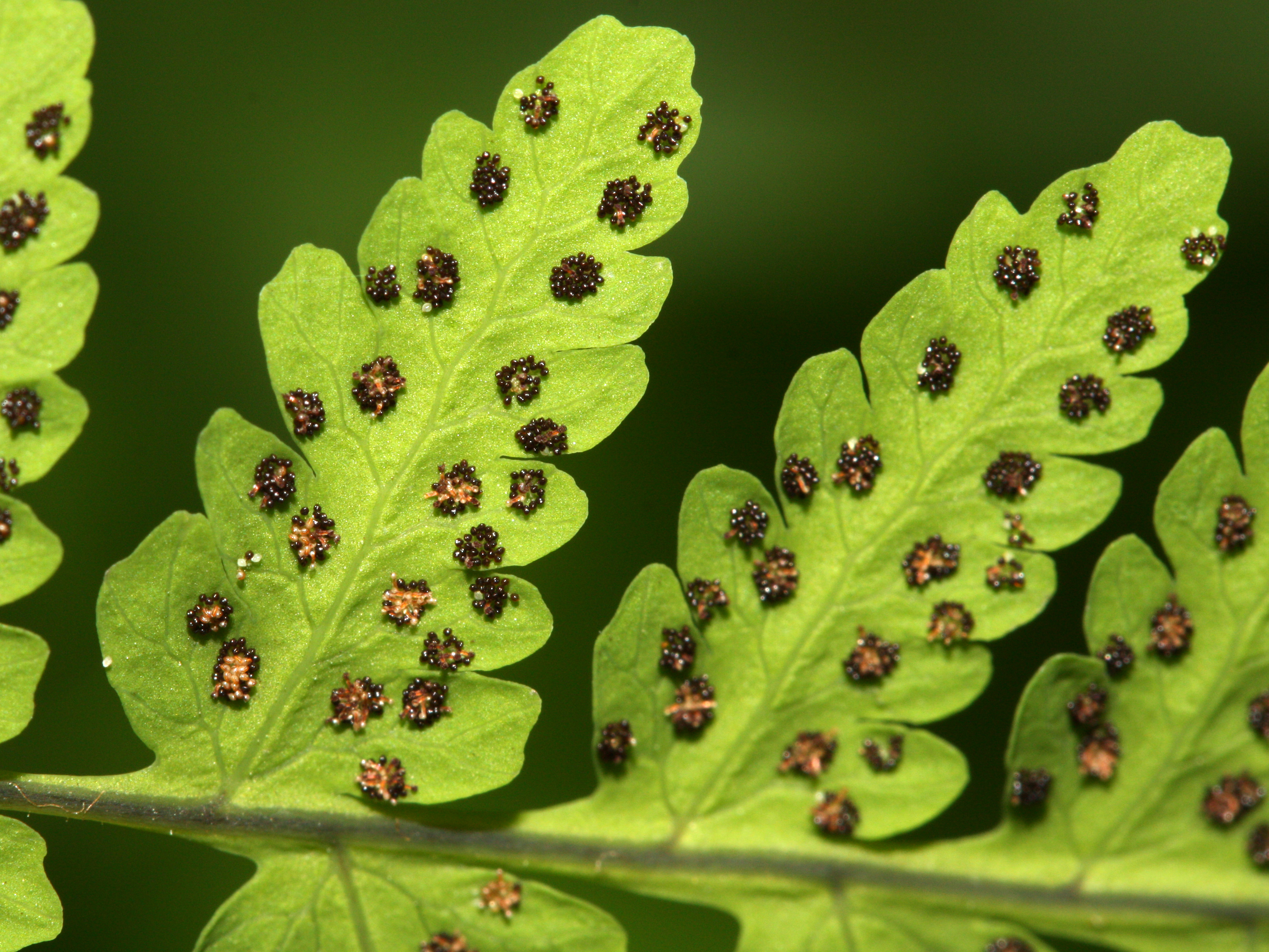
Wedel mit Sori

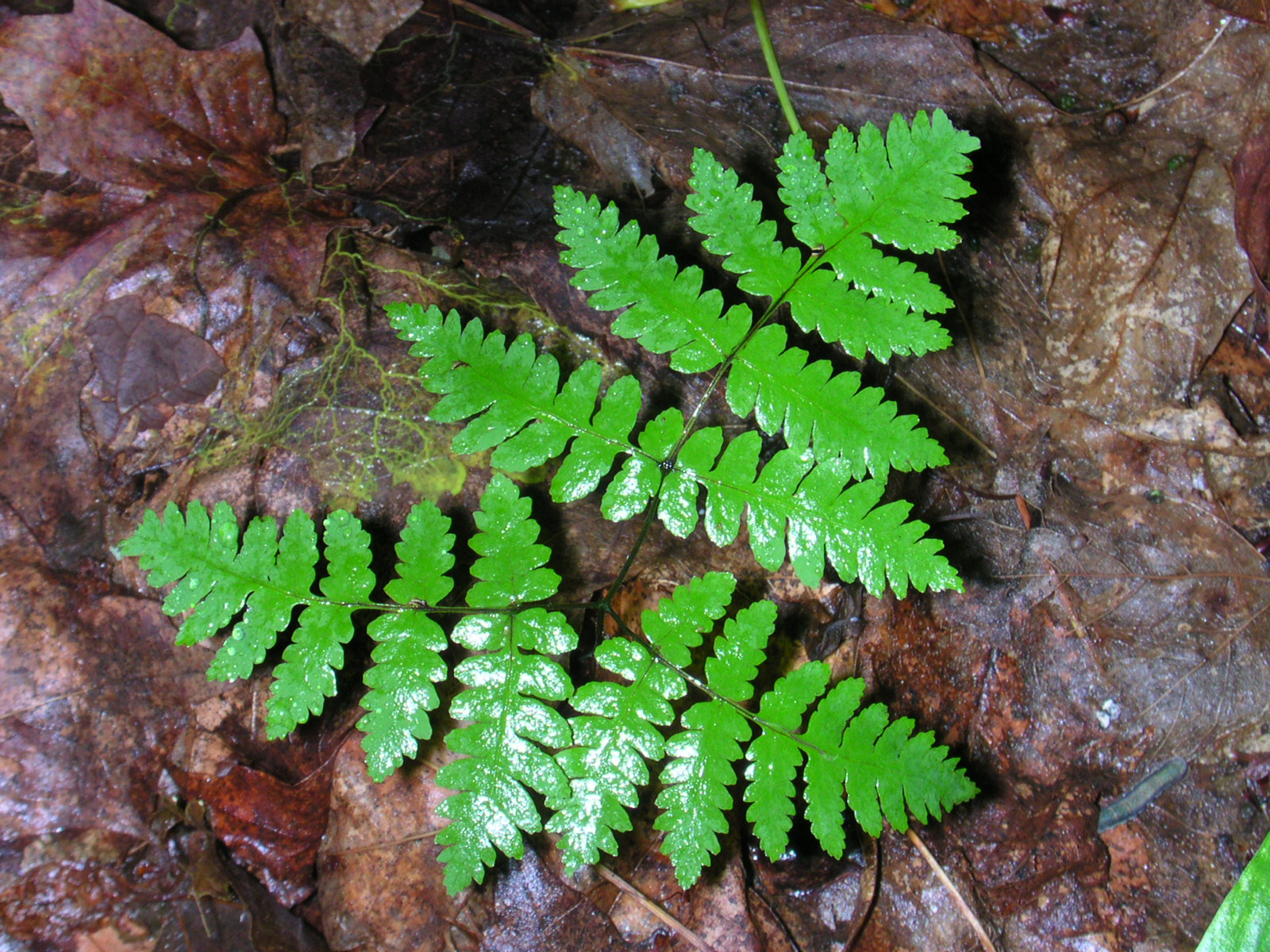
Eichenfarn

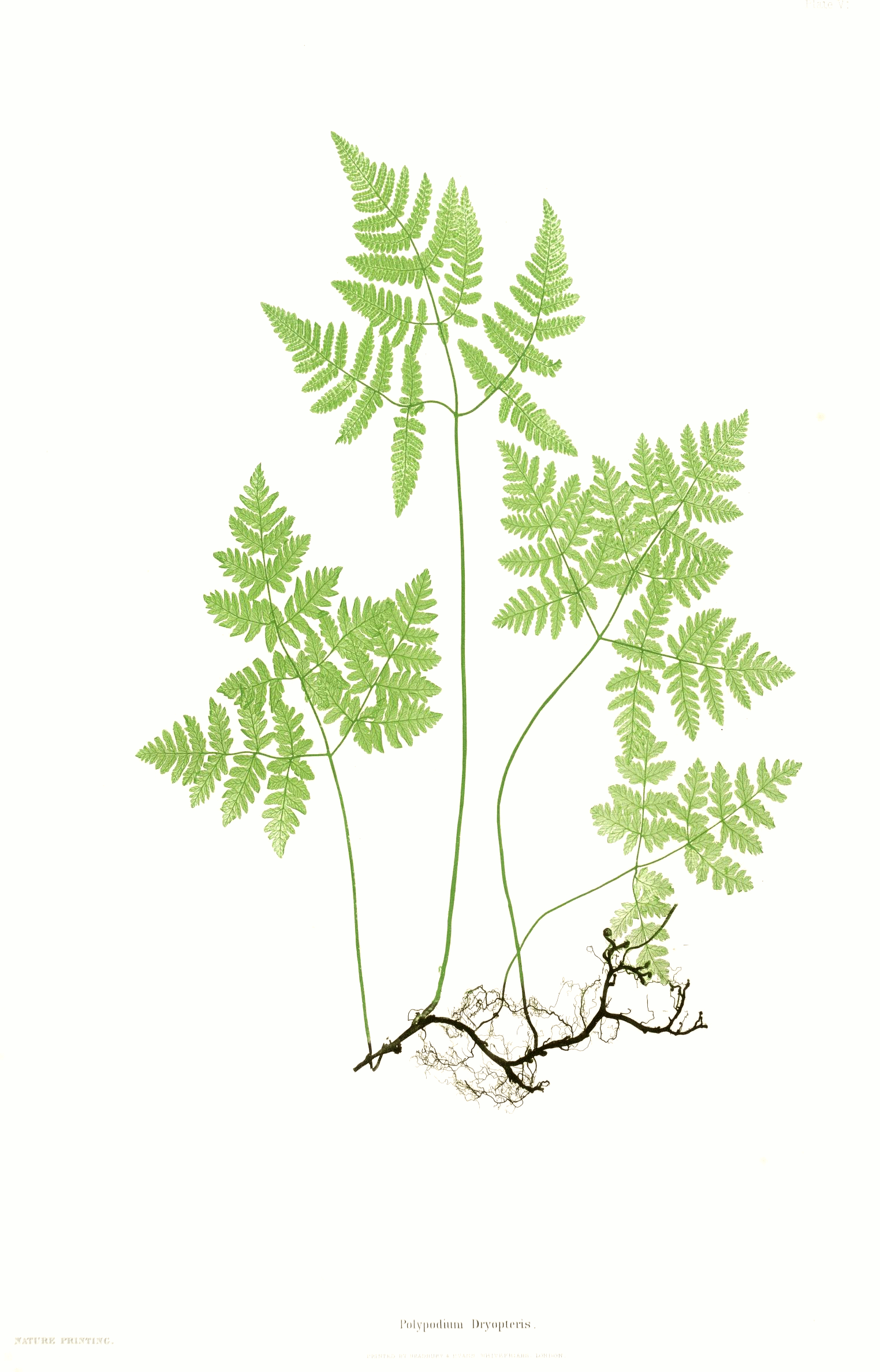
Eichenfarn, Illustration

## Beschreibung
Der Eichenfarn ist eine ausdauernde krautige Pflanze mit einem langen, dünnen und kriechenden glänzend schwarzen Rhizom. Die Pflanze erreicht eine Wuchshöhe von 10 bis 45 Zentimetern. Der Blattstiel sowie die Blattspindel sind drüsenlos. Der Blattstiel ist nur ganz am Grund zerstreut spreuschuppig; er ist strohgelb und zwei- bis dreimal so lang wie die horizontal übergebogene Blattspreite. Die Blattspreite ist hellgrün, zart und kahl oder spärlich drüsig behaart. Die Spreite besteht aus drei bis fünf Hauptfiedern. Sie ist im Umriss dreieckig und bis 30 Zentimeter breit. Die Blattspreite besteht auf jeder Seite aus 6 bis 9 Fiedern; sie sind gegenständig. Die untersten 2 Fiederpaare sind gestielt, die folgenden sind sitzend und die obersten zusammenfließend. Jede der untersten Fiedern ist fast so groß wie der Rest der Blattspreite. Die Fiederchen sind länglich bis länglich-lanzettlich, beim untersten Paar sind sie fiederspaltig, bei den andern nur eingeschnitten bis gekerbt. Die Sori sind nackt und stehen in der Mitte zwischen Mittelrippe und Blattrand.
Die Chromosomenzahl beträgt 2n = 160.

## Ökologie
Der Eichenfarn ist ein Rhizom-Geophyt, der meist in größeren Herden wächst. Die Sporen verbreiten sich als Körnchenflieger über den Wind. Sporenreifezeit ist von Juli bis August.
Vegetative Vermehrung erfolgt über das Rhizom.

## Vorkommen
Der Eichenfarn hat ein zirkumpolares Areal mit meridional/montaner bis arktischer Verbreitung bei subozeanischer Tönung. Das gesamte Verbreitungsgebiet umfasst die Länder Europas sowie die Türkei, Georgien, China, Japan, Ostsibirien, Alaska, Kanada und die Vereinigten Staaten. In Europa fehlt er nur in Portugal.
In Deutschland, in der Schweiz und in Österreich ist die Art häufig.
Der Eichenfarn wächst insbesondere in schattigen, bodensauren Wäldern der submontanen bis subalpinen Höhenstufe, kommt aber auch im Flachland und an der Küste vor. Er gedeiht auf sickerfrischen, mäßig sauren, humosen, lockeren, meist steinigen Lehmböden und ist ein Mull- oder Moderwurzler. Er wächst in Mitteleuropa gern in Gesellschaften des Verbands Fagion, aber auch des Adenostylion oder des Piceion.
In den Allgäuer Alpen steigt er am Diedamskopf in Vorarlberg bis zu 2080 m Meereshöhe auf. In den Alpen steigt er bis 2800 Meter auf.
Die ökologischen Zeigerwerte nach Landolt et al. 2010 sind in der Schweiz: Feuchtezahl F = 3w (mäßig feucht aber mäßig wechselnd), Lichtzahl L = 2 (schattig), Reaktionszahl R = 2 (sauer), Temperaturzahl T = 2+ (unter-subalpin und ober-montan), Nährstoffzahl N = 3 (mäßig nährstoffarm bis mäßig nährstoffreich), Kontinentalitätszahl K = 2 (subozeanisch).

## Taxonomie
Der Eichenfarn wurde 1753 von Carl von Linné in Species Plantarum unter dem Basionym Polypodium dryopteris L. in Species Plantarum Tomus II, S. 1095 erstveröffentlicht. Er wurde 1851 von Edward Newman in Phytologist; a popular botanical miscellany, Band 4, app. XXIV S. 371 in die Gattung Gymnocarpium gestellt und erhielt seinen anerkannten Artnamen Gymnocarpium dryopteris (L.) Newm. Weitere Synonyme sind: Thelypteris dryopteris (L.) Sloss., Phegopteris dryopteris (L.) Fée, Dryopteris disjuncta (Rupr.) C.V.Morton, Nephrodium dryopteris (L.) Michx., Lastrea dryopteris (L.) Bory, Dryopteris linnaeana C.Chr.